# W zaśnieżonych lasach toczy się życie
W zaśnieżonych lasach toczy się życie (tyt.oryg. Në pyjet me borë ka jetë) – albański film fabularny z roku 1978 w reżyserii Rikarda Ljarji.

## Opis fabuły
Luka zostaje przeniesiony do pracy w jednym z miast na północy Albanii. W podróż udaje się razem z żoną. Droga została jednak zablokowana przez obfite opady śniegu. W nowej rzeczywistości Luka staje się pionierem postępu, a ludzie, których się obawiał są bardzo życzliwi i chętni do współpracy.

## Obsada
- Marieta Ilo jako Donika
- Rikard Ljarja jako Luka
- Guljelm Radoja jako inż. Ylli
- Ndrek Prela jako Xhiko
- Bep Shiroka jako kelner
- Ndrek Shkjezi jako Allaman Uka
- Tonin Ujka jako Marku
- Liljana Kondakçi jako nauczycielka
- Sokol Angjeli jako Bato
- Marika Kallamata jako kucharka
- Luljeta Askushi
- Zija Grapshi
- Hysen Bashhysa